# Scottish Open 1951
Die Scottish Open 1951 als offene internationale Meisterschaften von Schottland im Badminton fanden vom 19. bis zum 20. Januar 1951 in Glasgow statt.

## Finalergebnisse
| Disziplin    | Sieger                    | Finalist                      | Ergebnis            |
| ------------ | ------------------------- | ----------------------------- | ------------------- |
| Herreneinzel | Eddy Choong               | Frank Peard                   | 15–11, 15–6         |
| Dameneinzel  | Elisabeth O’Beirne        | Nancy Horner                  | 11–1, 11–2          |
| Herrendoppel | David Choong Eddy Choong  | Frank Peard Jim FitzGibbon    | 15–12, 15–4         |
| Damendoppel  | Queenie Webber Betty Uber | Elisabeth O’Beirne Amy Choong | 15–4, 15–7          |
| Mixed        | Tom Wingfield Betty Uber  | Frank Peard Queenie Webber    | 12–15, 15–10, 15–12 |